# あくび指南
『あくび指南』（あくびしなん）は古典落語の演目。上方落語では『あくびの稽古』（あくびのけいこ）の演題も使用される。
あくびのやり方を教えるという奇妙な教室に行った男が、なかなか教えられたようなあくびが出ず、それを端から見ていた別の男が出したあくびが講師に褒められるという内容。
武藤禎夫は、江戸時代の噺本に「指南（所）もの」と呼べる作品が複数あり、いずれも落ち（サゲ）を講師が「よほどお下地がある」と口にする点が共通すると述べている。
主な演者に4代目柳家小せんなどがいる。

## あらすじ
八五郎は、道で友人の熊五郎に遭遇した。熊さんは、これから芸の稽古に行こうとするところらしい。一緒に来ないかと誘われるが、この熊さんは以前にもいろんな習い事をかじったことがあり、歌の稽古をすれば長屋中の植木が腐り、踊りの稽古をすれば東の空に円盤が現れたというほど、何か芸を習う度に事件を引き起こしてきたので、八五郎は一度は断るが、習う内容があくびという珍しいものであったため、興味が涌き、見学にだけ行くことにする。そんなわけで芸の先生宅へ行き、あくびの稽古は始まるのだが、一番やさしいという夏のあくびの内容というのでさえ、
「船頭さん、船を上手へやっておくれ。堀へ上がって、一杯ヤッて…夜は中へでも行って遊ぼうか。船もいいが、こう長く乗っていると、退屈で、退屈でならねぇや」
という難しそうな内容であるため、熊さんは悪戦苦闘する。その上、熊さんは、「遊郭」のくだりになると必ずと言っていいほど脱線してしまう。先生からも終いには呆れられ、心ないことまで言われ始めたため、頭に来て怒って出ていこうとするが、そこに来て八五郎が居眠りをしていることに気づく。八五郎は、半ば八つ当たり気味にたたき起こされ、「お前らは稽古してるからいいけどよぉ…見てる俺は…退屈で退屈でならねぇんだよ。」とあくびを一発…これを見ていた先生は「あら?お連れさんの方が、御器用だ…」。

## 改作
2015年8月30日放送の笑点の演芸で、林家木久扇・木久蔵親子が本作のパロディの『スーパースター指南』を披露した。